# Convento de San Juan de la Penitencia (Alcalá de Henares)

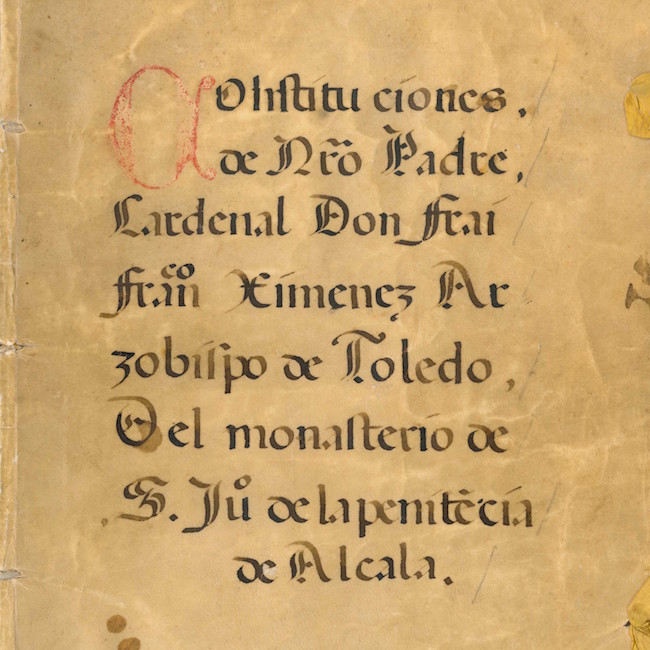
Constituciones otorgadas por Francisco Jiménez de Cisneros.

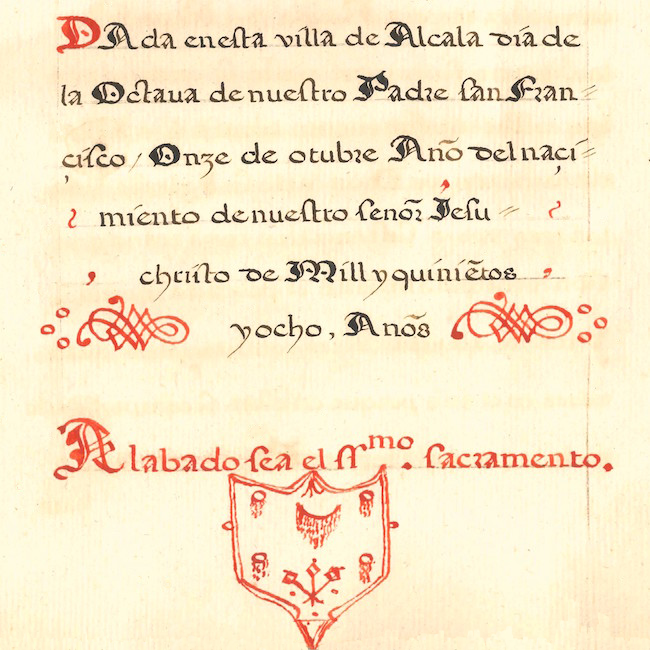
Constituciones del Convento (Alcalá de Henares, 11/10/1508).

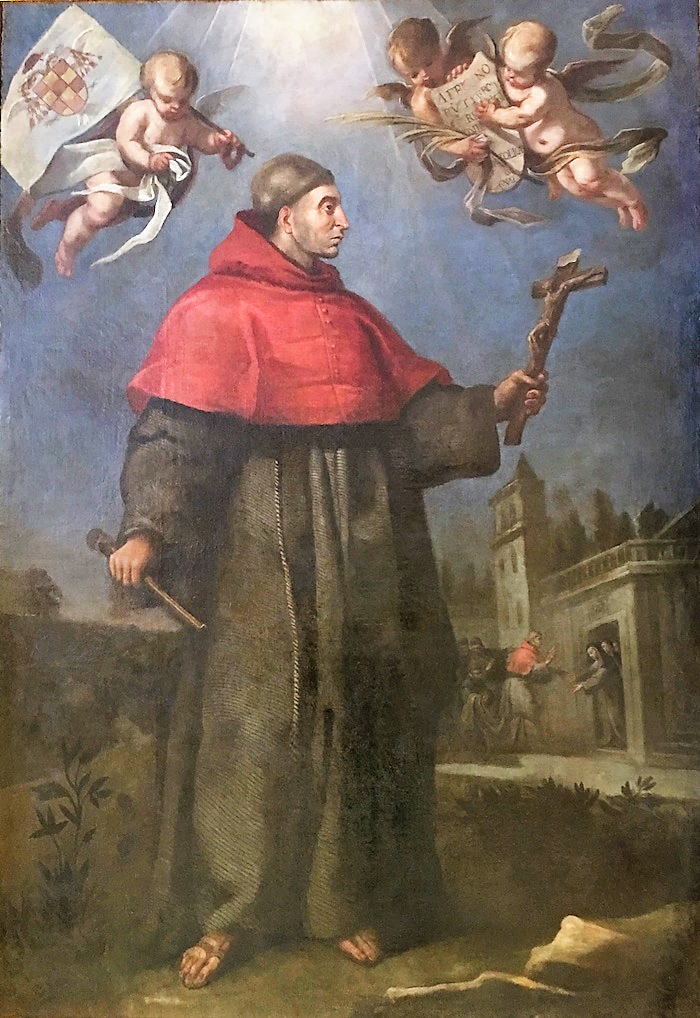
Cuadro del Cardenal Cisneros (Anónimo,)

Convento de San Juan de la Penitencia, vulgarmente llamado "de las Juanas", es un convento femenino franciscano que ocupa en la actualidad el antiguo edificio del Colegio Menor de San Nicolás de Tolentino (regentado por los agustinos recoletos cuando cumplía esa función) en la calle de Santiago de Alcalá de Henares.

## Primera sede (1508-1884) en la calle San Juan
En una fecha que, según distintas fuentes, pudo ser a finales del siglo XV o en 1508, el Cardenal Cisneros fundó, en la calle que lleva del Palacio Arzobispal a la Magistral de los Santos Niños y, que actualmente lleva el nombre de San Juan, bajo la advocación de ese santo, un "monasterio de monjas franciscanas, colegio de doncellas y hospital de mujeres". Esta comunidad fue encargada del testamento de Cisneros, por lo que conservó numerosos recuerdos del personaje. El encargado de su construcción y administración fue el canónigo Gregorio Fernández, que fue enterrado en 1518 en una sepultura de alabastro en la capilla del convento (actualmente ubicada en la Catedral de Alcalá).
El edificio, construido a partir de un caserón mudéjar preexistente, era de grandes dimensiones, con 11 patios. En 1884 lo abandonaron las monjas debido a su estado ruinoso, de hecho en 1887 el Ayuntamiento tuvo que demoler su ala norte. Sólo se conserva la nave de la iglesia, que en la actualidad se conoce como "Casa de la Entrevista" y se utiliza como sala de exposiciones temporales (la denominación conmemora la entrevista que mantuvieron en el cercano palacio Cristóbal Colón y los Reyes Católicos el 20 de enero de 1486). En el mismo lugar, pero en edificios del siglo XX, continúan existiendo dos instituciones educativas que llevan el nombre de "Cardenal Cisneros".

## Segunda sede (desde 1884) en la calle Santiago
En 1884 la comunidad de franciscanas o clarisas que hasta entonces ocupaban el edificio de la calle de San Juan, en mal estado, se trasladó al antiguo edificio del colegio de agustinos recoletos, uno de los colegios menores de la Universidad de Alcalá que, con el nombre de San Nicolás de Tolentino, había sido fundado en 1604 para los agustinos descalzos a iniciativa de fray Felipe de la Madre de Dios, con licencia concedida el dos de mayo de ese año por el Cardenal Sandoval y Rojas (inicialmente la primera casa recoleta ocupaba un hospicio fundado por Fray Gregorio de Alarcón en 1588, que se abandonó para trasladarse a ese convento, cuyas obras se dieron por terminadas en 1616). El convento agustino se había suprimido como consecuencia del Real Decreto de exclaustración de 25 de julio de 1835.
La iglesia de los agustinos recoletos cuenta con una planta de cruz latina y fue concluida en 1679. Su fachada está retranqueada, quedando separada de la calle Santiago por un zaguán; en ella se ubican cuatro imágenes talladas en piedra procedentes de dos conventos alcalaínos. En la hornacina central se sitúa una imagen de Nuestra Señora del Rosario que procede de la portada del colegio-convento de los Dominicos de la Madre de Dios (actual Museo Arqueológico Regional) y tras atravesar tres arcos hay un atrio con sendas imágenes de san Diego de Alcalá, san Francisco de Borja y Santa María de Jesús provenientes del desaparecido Monasterio de Santa María de Jesús o de San Diego. El crucero de la iglesia está rematado por una cúpula de tambor; esta cúpula fue destruida cuando el templo y el convento pasaron a manos particulares tras producirse la exclaustración pero fue reconstruida coincidiendo con una campaña de restauración acometida en 2006 gracias a la iniciativa ciudadana.  El lienzo El triunfo de san Agustín (1664) de Claudio Coello fue encargado al pintor madrileño por los agustinos para formar parte de la decoración pictórica original de la iglesia; tras la supresión del convento este cuadro ingresó en el antiguo Museo de la Trinidad, formando hoy parte de las colecciones del Museo del Prado.

## Museo del Convento de San Juan de la Penitencia
Tras la restauración de 2006 se ha instalado un museo en una sacristía ovalada de la iglesia construida en el siglo XVIII. En él se exhiben piezas artísticas y documentales que testimonian la historia del monasterio y su vinculación con el Cardenal Cisneros, como una copia de su testamento, un bastón nazarí o un relicario en madera con forma de pectoral, legados al monasterio por Cisneros tras su fallecimiento.